# Юрцев, Борис Иванович
Бори́с Ива́нович Ю́рцев (18 июля 1900, Москва — 12 апреля 1954, Москва) — советский кинорежиссёр, ученик С. М. Эйзенштейна. Один из основоположников жанра советской бытовой комедии.

## Биография
Родился в 1900 году в Москве. В начале 1920-х годов некоторое время (по крайней мере в 1922 году) был участником и заведующим труппой театральной секции московского Пролеткульта, руководителем которой был С. М. Эйзенштейн, а в конце того же десятилетия учился в режиссёрской мастерской Сергея Михайловича при ГИКе. В 1923 году сыграл Рыжего клоуна (перевоплощавшегося в мать Глумова) в эксцентрической постановке Эйзенштейна по пьесе А. Н. Островского «На всякого мудреца довольно простоты», а в 1925 году — «короля» шпаны в первом фильме Сергея Михайловича «Стачка». С 1925 года издавал книжки для самодеятельных детских театров: инсценировки, клоунады, юморески («Ильичата», «Пионерский театр» и др.).
В 1928 году Юрцев снял свой первый фильм — «Оторванные рукава» (сценарий создан совместно с Иваном Пырьевым), являющийся одним из первых детских советских фильмов (детскому кино посвящена и статья Юрцева «Тропинка к фильме для советских детей», вышедшая в 1930 году в «Советском экране»). И дебютный фильм, и вторая картина режиссёра «Твёрдый характер» не являлись комедиями, однако в дальнейшем Юрцев работал исключительно в этом жанре. В 1932 году на экраны вышла первая немая комедия Юрцева «Изящная жизнь», изображающая приключения английского матроса, оказавшегося в СССР. Несмотря на успех картины, следующий фильм режиссёра «Любовь Алёны» ждала непростая судьба: сценарий фильма, написанный Юрцевым совместно с Львом Ларским, был объявлен недостаточно социальным и переработан, в процессе производства картина также подвергалась различным цензурным изменениям. Тем не менее, фильм всё-таки вышел на экраны, удостоившись положительных отзывов критики и одобрения самого Сталина. Главную женскую роль — переехавшую в город простую деревенскую женщину Алёну — сыграла Галина Сергеева, кроме того, именно в этом фильме состоялся кинодебют Любови Орловой, сыгравшей «антагонистку» Алёны американку Эллен.
В 1935 году вышел совместный фильм Юрцева и Константина Юдина — «Мяч и сердце», однако ещё до премьеры Юрцев был арестован по доносу — по одной из версий за шутку о Генрихе Ягоде — и вскоре сослан на Колыму, а из картин, снятых режиссёром до ареста, сохранилась только «Изящная жизнь».
Отбыв ссылку, жил в Ашхабаде, с апреля 1941 года работал на местной киностудии, где в том же году снял свой последний фильм — военную комедию «Стебельков в небесах», главную роль в которой сыграл Марк Бернес.
После войны переехал в Алма-Ату, затем вернулся в Москву, занимался инсценировками для детского театра, вышивками-росписями по ткани. Скончался 12 апреля 1954 года. Похоронен на Донском кладбище.

### Семья
Жена — Прасковья Капитоновна Юрцева (1897—1981).

## Фильмография

### Режиссёр
- 1928 — Оторванные рукава
- 1930 — Твёрдый характер[14]
- 1932 — Изящная жизнь
- 1932 — Крылья / Чёрная кошка
- 1934 — Любовь Алёны
- 1935 — Мяч и сердце (совм. с К. Юдиным)
- 1941 — Стебельков в небесах (короткометражный)

### Сценарист
- 1928 — Оторванные рукава (совм. с И. Пырьевым)
- 1930 — Твёрдый характер (совм. с А. Дубровским)
- 1934 — Любовь Алёны (совм. с Л. Ларским)
- 1941 — Стебельков в небесах

### Актёр
- 1924 — Стачка — король шпаны
- 1927 — Булат-Батыр  — Мурат
- 1928 — Свои и чужие — эпизод
- 1934 — Любовь Алёны — эпизод